# Pierre-Louis Siret
Pour les articles homonymes, voir Siret.
 (février 2019).
Si vous disposez d'ouvrages ou d'articles de référence ou si vous connaissez des sites web de qualité traitant du thème abordé ici, merci de compléter l'article en donnant les références utiles à sa vérifiabilité et en les liant à la section « Notes et références ».

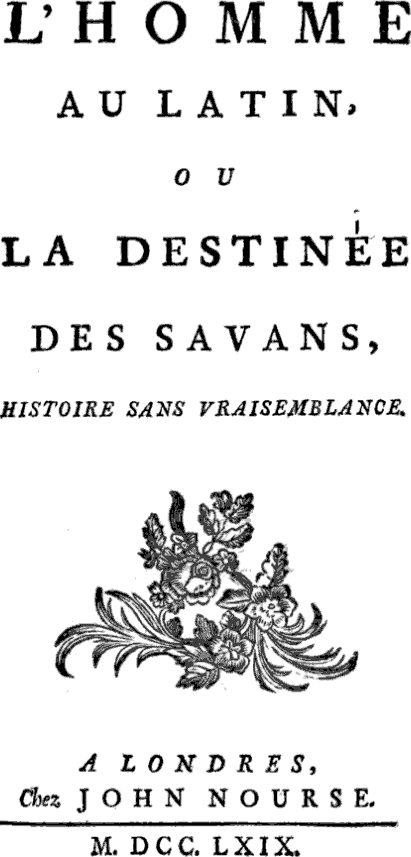
L’Homme au latin de Siret.

Pierre-Louis Siret, né à Évreux le 30 juillet 1745 et mort à Vitry-sur-Seine le 25 septembre 1798 (4 vendémiaire an VI), est un grammairien et philologue français.

## Biographie
Après avoir terminé ses classes à Évreux, Siret suivit une formation en droit à l’université de Caen, mais au lieu de suivre le barreau auquel il était destiné, il devint maître de langues à Reims, mais son goût pour les voyages lui fit quitter cette ville. Il se mit à voyager, visitant l’Italie, où le goût des arts, et surtout celui de la musique, qu’il aimait avec passion, le retint longtemps. 
Il revint à Paris, où le gouvernement de Louis XVI, puis la Révolution, le chargèrent de remplir en Angleterre, en Allemagne et en Italie des missions secrètes dont il s’acquitta avec autant de succès que de prudence.
Très versé dans la littérature anglaise, il travailla, de retour en France, au Journal anglais, auquel il fournit beaucoup d’articles biographiques sur les poètes et les écrivains les plus célèbres de l’Angleterre. À l’avènement de la Révolution, bien qu’il en eut adopté les principes, cet érudit polyglotte crut prudent de chercher asile à Bordeaux, d’où il ne revint qu’après le 9 thermidor à Paris, où il exploita une imprimerie pendant deux ou trois ans.
Outre des connaissances aussi variées qu’étendues, Siret possédait à fond l’anglais et l’italien, et il a développé en France l’étude de ces langues au moyen de grammaires composées d’après le plan de Lhomond ; le succès de la première, Élémens de la langue angloise, après avoir passé par plus de quarante éditions, n’en était раs encore épuisé. Ses Éléments de la langue italienne ne furent pas réimprimés, du même que sa Grammaire portugaise (1798, in-8°). Il est également l’auteur d’un manuel d’histoire grecque.
Il est également l’auteur d’une satire, l’Homme au latin, ou la Destinée des savans ; Histoire sans vraisemblance.

## Œuvres
- L’Homme au latin, ou La destinée des savans ; histoire sans vraisemblance, Genève, 1769
- Élémens de la langue angloise, ou methode pratique pour apprendre facilement cette langue, Paris, 1774, Paris, in- 8°
- Élémens de la langue italienne, ou Méthode pratique pour apprendre facilement cette langue, Paris, chez Théophile Barrois, Paris, 1797, in-8°
- Épitome historiæ graecæ, expliqué en français suivant la méthode des lycées, par une double traduction, l’une mot à mot dite intralittérale, l’autre correcte avec le texte latin en regard, Paris, J. Delalain, 1860
- Élémens de la grammaire anglaise, Paris : Jules Delalain, 1866
- Grammaire portugaise, augmentée d’une phraséologie et de plusieurs morceaux en prose et en vers, extraits de écrivains portugais et français les plus estimés, avec le texte en regard, Paris, J. P. Aillaud, Monlon et Cie, 1854